# Gargara (Gattung)
Gargara ist eine Gattung der Buckelzirpen aus der Unterfamilie der Centrotinae. Zu dieser Gattung gehört auch die in Mitteleuropa vorkommende Ginsterzikade. Die Gattung Gargara ist praktisch weltweit verbreitet und sehr artenreich. In Australien wurde nur einmal ein Tier dieser Gattung beschrieben, vielleicht ein Irrläufer aus Indonesien, wo die Gattung weit verbreitet ist.
Nach dem Katalog von McKamey 1998 sind mehr als 180 Arten bekannt, dennoch ist die Gattung nicht in Untergattungen gegliedert, weil die einzelnen Arten sehr ähnlich sind. Nur die nahe verwandte Gattung Tricentrus mit über 220 Arten ist noch größer.
Die Gargara-Zikaden sind klein, robust, ca. 4 bis 6 mm lang. Das Pronotum hat einen nach hinten gerichteten, geraden, spitz endenden Dorn, jedoch keine seitlichen Fortsätze. Es ist meistens behaart und/oder punktiert und hat meistens eine mediane Leiste. Der Kopf ist breiter als lang. Sowohl die Komplexaugen als auch die Ocellen sind relativ groß und deutlich. Die Flügel sind transparent, mit kräftigen Adern, die Vorderflügel haben fünf Apicalzellen und zwei Discoidalzellen.
Die Gargara-Zikaden leben auf Pflanzen vieler verschiedener Familien und saugen Phloem.